# Christine von Brühl
Christine Gräfin von Brühl (* 31. Dezember 1962 in Accra, Ghana) ist eine deutsche Autorin und Journalistin.

## Leben
Christine von Brühl wuchs – aufgrund der regelmäßigen Versetzung ihres Vaters als Diplomat – in Accra, London, Brüssel und Bonn auf. Sie studierte Slawistik, Osteuropäische Geschichte und Philosophie in Mainz, Wien, Lublin und Heidelberg. 1990 zog sie nach Dresden. Nach Volontariat bei der Sächsischen Zeitung und journalistischer Tätigkeit dort als Redakteurin in Freital schrieb sie für Die Zeit und das Journal Das Magazin.
1992 wurde sie an der Ruprecht-Karls-Universität Heidelberg promoviert – ihre Dissertation hat den Titel „Die nonverbalen Ausdrucksmittel in Anton Čechovs Bühnenwerk“. Es folgten eigene Buchveröffentlichungen als freischaffende Autorin. 
Christine von Brühl lebt in Berlin, ist verheiratet und hat zwei Kinder.

## Familie
Christine Gräfin von Brühl ist das dritte Kind von Diplomat Dietrich Graf von Brühl und von Maria-Oktavia Gräfin von Brühl, geb. Maria Oktavia Monika Coletta Christophora Sophie Joanna Walburga Gräfin von Waldburg zu Wolfegg und Waldsee. Zu den Vorfahren der Autorin gehört Heinrich von Brühl, auf den in Dresden die Brühlsche Terrasse und Brühlsche Herrlichkeiten zurückzuführen sind.

## Werke (Auswahl)
- Schwäne in Weiß und Gold. Aufbau Verlag, Berlin 2021, ISBN 978-3-351-03781-9.
- Gerade dadurch sind sie mir lieb: Theodor Fontanes Frauen. Aufbau Verlag, Berlin 2018, ISBN 978-3-351-03730-7.
- Anmut im märkischen Sand. Die Frauen der Hohenzollern. Aufbau Verlag, Berlin 2015, ISBN 978-3-351-03597-6.
- Von Hundert auf Glücklich. Wie ich die Langsamkeit wiederentdeckte. rütten & loeningh, Berlin 2011, ISBN 978-3-352-00822-1.
- Die preußische Madonna. Auf den Spuren der Königin Luise. Aufbau Verlag, Berlin 2015, ISBN 978-3-7466-3114-1.
- Out of Adel. Gustav Kiepenheuer, Berlin 2009, ISBN 978-3-378-00693-5.
- Gebrauchsanweisung für Dresden. Piper Verlag, München 2012, ISBN 978-3-492-27623-8.
- Noblesse Oblige. Die Kunst, ein adliges Leben zu führen. Eichborn, Frankfurt am Main 2009, ISBN 978-3-8218-5695-7.
- Brühlsche Terrasse und Schwanenservice. Alltagserlebnisse in Sachsen. Tauchaer Verlag, Taucha 1996, ISBN 3-910074-50-2.[5][6]